# Un rêve blond
Pour plus de détails, voir Fiche technique et Distribution.
Un rêve blond est un film allemand réalisé par Paul Martin et André Daven, sorti en 1932.

## Fiche technique
- Titre français : Un rêve blond
- Réalisation : Paul Martin et André Daven
- Scénario : Walter Reisch, Bernard Zimmer et Billy Wilder
- Producteurs : André Daven et Erich Pommer
- Pays d'origine :  République de Weimar
- Format : Noir et blanc — 35 mm — 1,37:1 — Son : Mono
- Date de sortie : 1932

## Distribution
- Lilian Harvey
- Henri Garat
- Pierre Brasseur
- Pierre Piérade
- Charles Lorrain